# Medicina spaziale

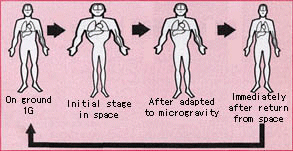
Effetti della microgravità sulla distribuzione del sangue nel corpo umano

La medicina aerospaziale è una branca della medicina nata negli anni cinquanta con i primi lanci di esseri viventi nello spazio. L'uomo raggiunse l'orbita geocentrica il 12 aprile 1961 con il volo del cosmonauta sovietico Yuri Gagarin. Da allora le missioni umane si sono fatte sempre più frequenti e durature, raggiungendo pure la superficie lunare nel 1969. A partire dagli anni settanta sono stati compiuti voli più lunghi e sviluppate stazioni spaziali nelle quali gli astronauti rimangono in orbita per settimane o mesi.
Vivere e lavorare nello spazio comporta alcune problematiche: l'assenza di peso, le radiazioni, e l'irraggiamento solare, le difficoltà nell'espletare le necessità fisiologiche e nel curare l'igiene personale, il nutrimento sono alcuni esempi di contesti in cui si dedica la medicina aerospaziale.

## Storia
Nel 1951 iniziarono i primi lanci di razzi con animali, specialmente cani, da parte dei sovietici, seguiti successivamente dagli statunitensi. Era iniziata la corsa allo spazio. Lo scopo principale di questi primi esperimenti era conoscere:
- se le radiazioni nello spazio fossero così intense da essere mortali per l'uomo
- come il corpo potesse resistere alle forti vibrazioni e alle forti accelerazioni e decelerazioni del lancio e del rientro.
- come il cuore reagisse alle sollecitazioni
- l'adattamento del sistema circolatorio, ossia sapere quale fosse la pressione sanguigna in assenza di gravità.

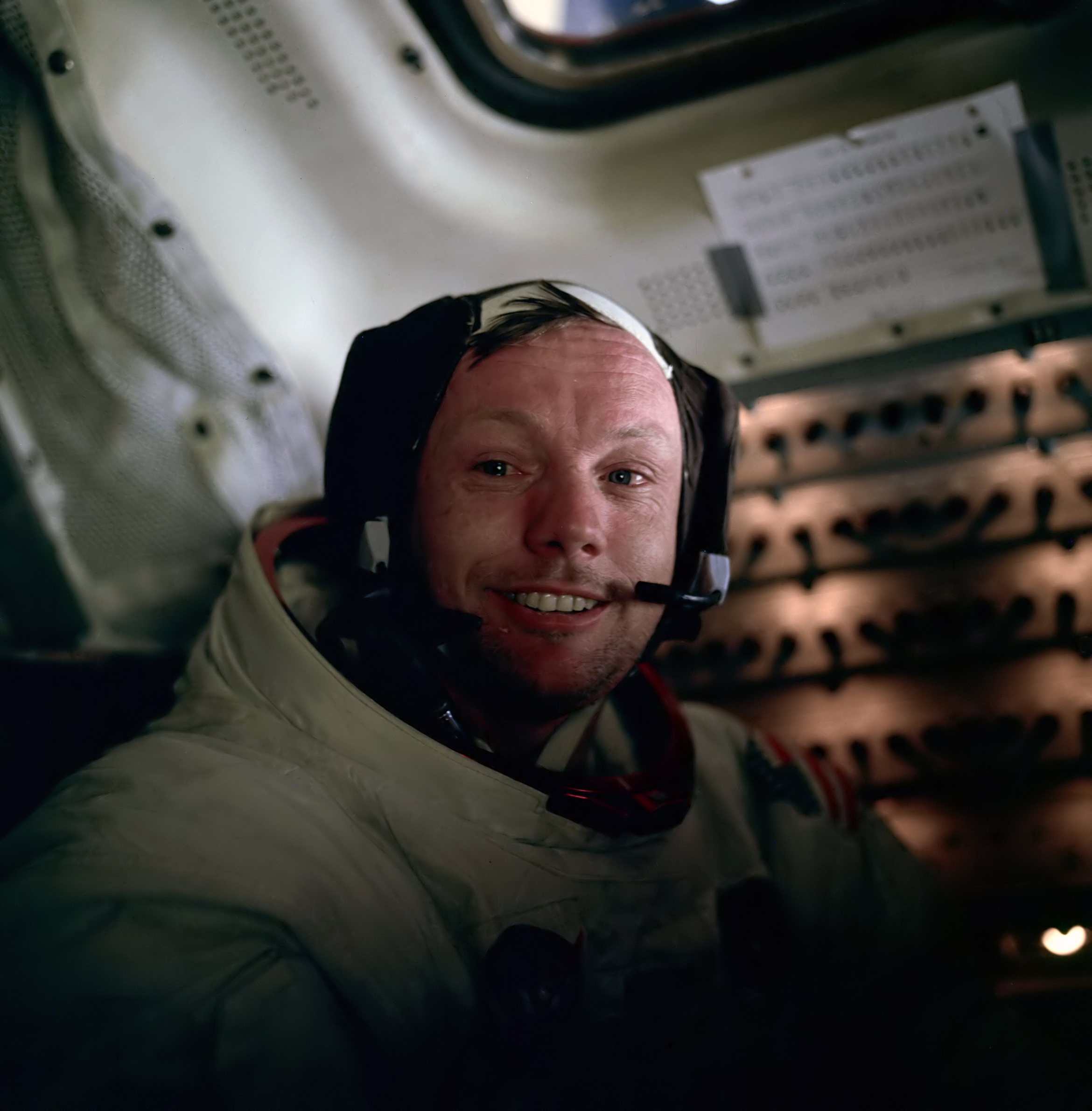
Neil Armstrong a bordo dell'Apollo 11.

Nel 1958 l'amministrazione Eisenhower decise la costituzione del National Aeronautics and Space Administration o NASA, l'ente spaziale americano, di cui Wernher von Braun fu il primo direttore.
Nel 1961 un pilota sovietico di velivoli sperimentali, Gagarin, tornò vivo dalla prima missione umana in orbita geocentrica, dimostrando che per l'uomo era possibile sopravvivere nello spazio.
Il programma Mercury, nel 1962, portò a compimento il primo volo umano americano nello spazio con la missione Mercury-Atlas 6.
Nel 1969, il 21 luglio, Neil Armstrong fu il primo uomo a mettere il piede sulla Luna, con la missione Apollo 11.
Il Programma Saljut iniziò l'era delle stazioni spaziali.

## Fisiologia della microgravità
Poiché nello spazio le funzioni del corpo umano non sono normali, è improprio parlare di fisiologia: in tali casi è più corretto parlare di adattamento.

## Patologia spaziale
Sulla Luna e nella navicella spaziale, in condizioni di assenza di atmosfera protettiva e/o in condizione di microgravità si producono alterazioni delle funzioni corporee che sono ancora in fase di studio. Le alterazioni note sono:

### Alterazioni del sistema cardiovascolare
Nelle navicelle spaziali e sulla Stazione spaziale orbitante si ha un'alterazione della posizione del corpo rispetto al centro di gravità, il quale non esiste più e dunque la massa di liquido sanguigno si ridistribuisce in un modo diverso che sulla Terra. Mentre sulla Terra la gravità trattiene la maggior parte del liquido negli arti inferiori, nello spazio, non essendoci più la gravità, il liquido si accumula nel piccolo circolo polmonare e a livello della testa.
Quando gli astronauti tornano sulla Terra, i problemi avvengono nel momento del passaggio dalla microgravità alla gravità.
Questo passaggio avviene durante i minuti in cui le navicelle rientrano nell'atmosfera.
Il sangue dalla testa defluisce rapidamente negli arti inferiori e questo svuotamento improvviso del sangue dal cervello provoca una caduta breve e temporanea delle funzioni cerebrali, chiamata intolleranza ortostatica. Il ritorno definitivo alla normalità comunque avviene in un paio di giorni. Sulla Terra questa patologia è chiamata ipotensione ortostatica.

### Alterazioni dell'apparato muscolo-scheletrico

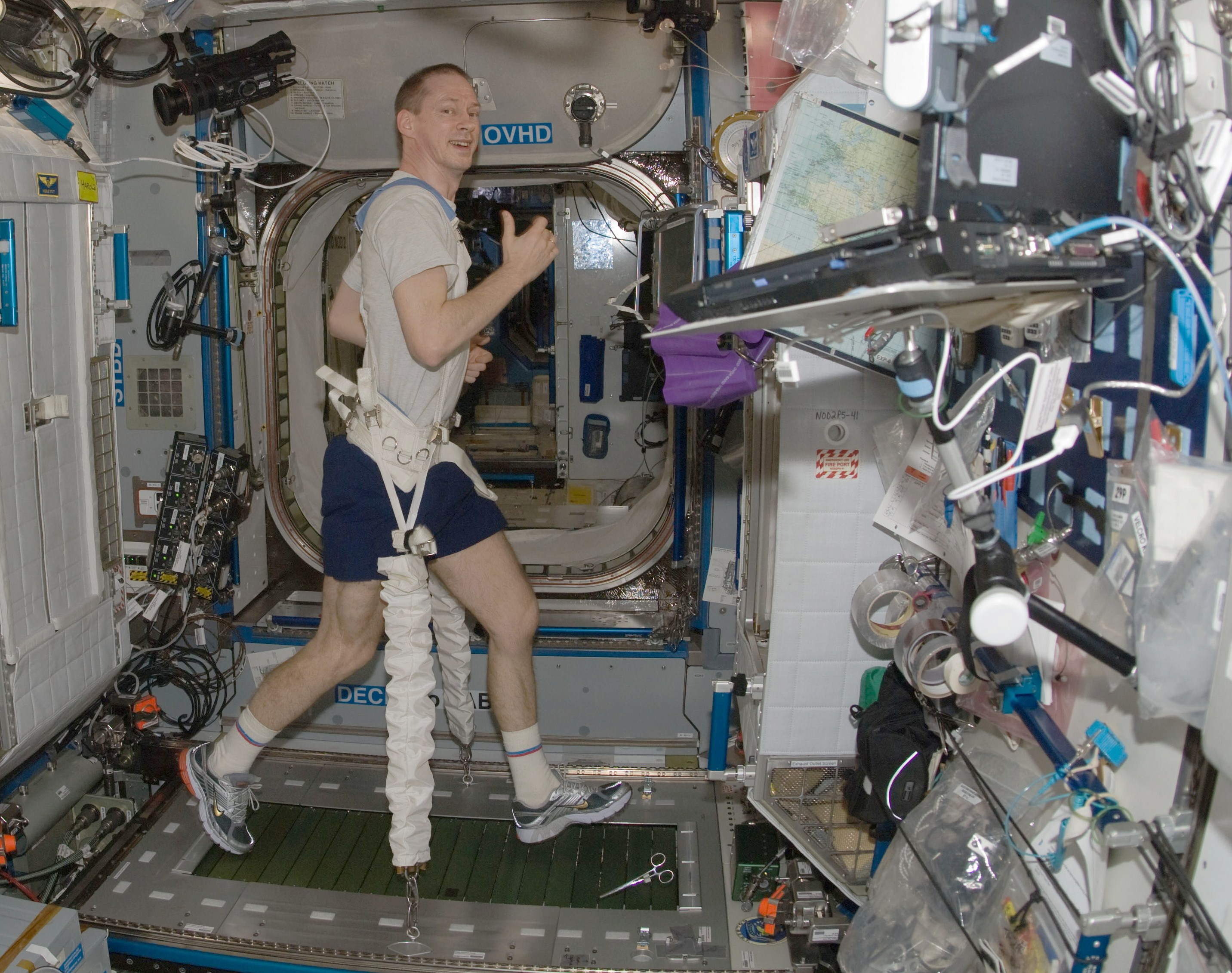
L'astronauta Frank De Winne si allena sul TVIS treadmill

Nello spazio in microgravità, si ha perdita di massa muscolare e perdita di matrice ossea.
Questa perdita è causata dalla mancanza dello statatismo corporeo, che è un riflesso automatico che tiene in piedi l'uomo sulla Terra. I principali sensori di questo riflesso sono nella pianta dei piedi e nelle gambe, dunque venendo a mancare la gravità, i muscoli non hanno più lo stimolo alla contrazione per mantenere l'equilibrio; essendo inattivi, si atrofizzano.
Un meccanismo d'azione simile a quello che agisce sui muscoli si ha anche per le ossa e in microgravità, si attua un meccanismo ormonale controllato dalla calcitonina, per cui l'osso diventa rarefatto, andando incontro ad osteoporosi.
Per contrastare il riassorbimento muscolare, gli astronauti sono invitati a fare molto esercizio fisico.
L'osso è una struttura complessa formata da cellule che producono osso, gli osteoblasti e da cellule che lo distruggono, gli osteoclasti. Queste cellule sono appoggiate su una struttura trabecolare a base di calcio, che è la matrice ossea.
L'osteoporosi spaziale colpisce tutti gli astronauti, dissipando dal 30 al 70% dell'osso, a seconda della lunghezza del periodo passato nello spazio, ad un tasso medio di riduzione di circa il 1,2% di massa al mese. È un fenomeno imponente e preoccupante che ha colpito tutti gli astronauti che sono rimasti nello spazio per periodi più lunghi di tre mesi.
Questa è una delle principali limitazioni attuali ad un viaggio spaziale verso Marte.
È attualmente (2005) allo studio la somministrazione di farmaci ormonali, come la calcitonina, per diminuire la portata di questa patologia, ma si ritiene che dia scarsi risultati.

### Alterazioni dell'apparato respiratorio
Oltre la congestione polmonare, che nei primi giorni di permanenza causa un disturbo respiratorio, con sensazione di soffocamento in alcuni astronauti (risolvendosi poi spontaneamente grazie ai meccanismi di adattamento), l'aumento di liquido nella testa provoca una congestione a livello nasale, con parziale ostruzione e coriza (un raffreddore, in questo caso senza infezione batterica o virale). Questa congestione risulta fastidiosa e molto accentuata per alcuni, quasi inesistente per altri. Guarisce al ritorno, quasi istantaneamente al momento del rientro a gravità normale.

## Alterazioni del sistema eritropoietico

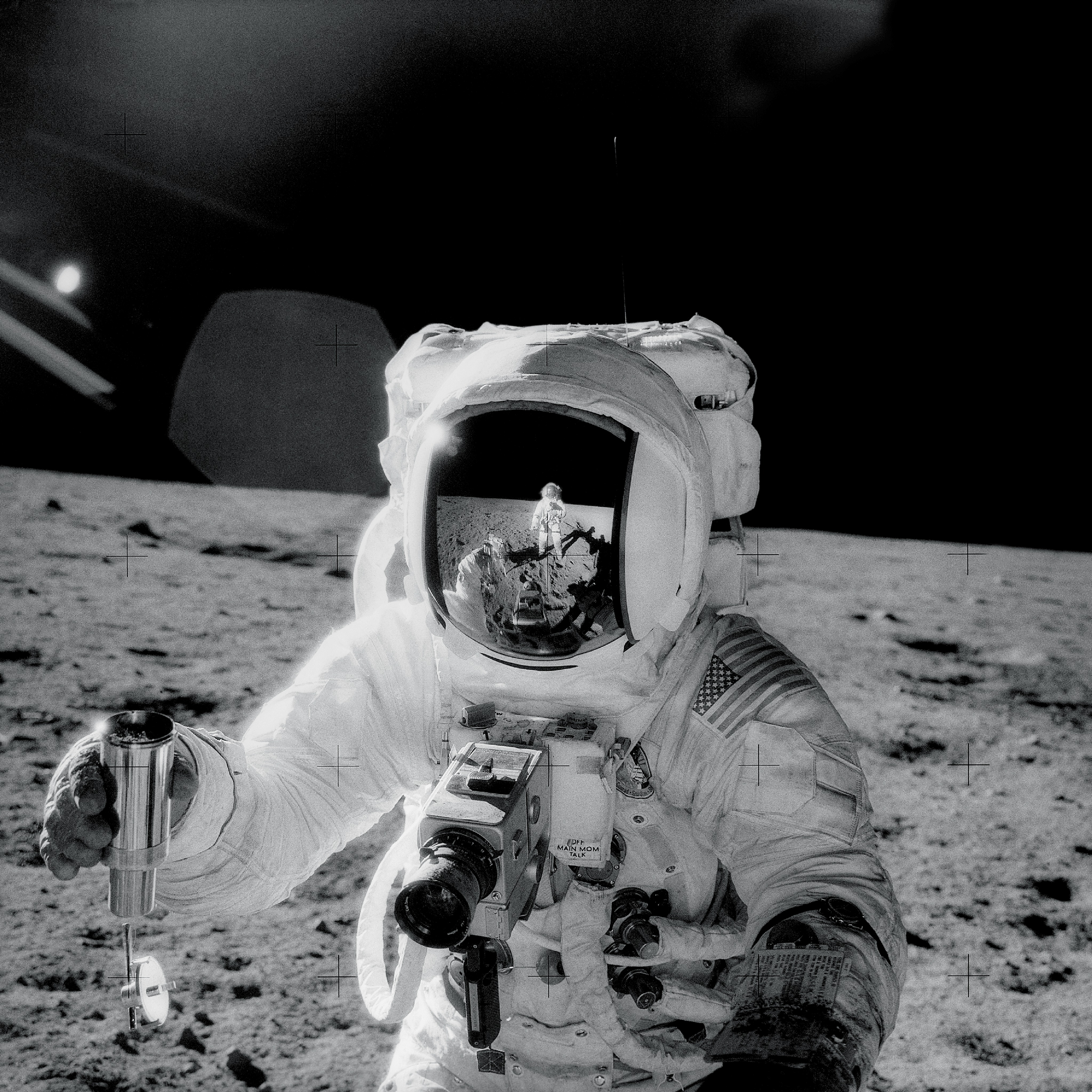
Charles "Pete" Conrad sulla Luna, durante un'eruzione solare

I ricercatori stanno studiando quali parti del corpo di un astronauta sono più sensibili alle radiazioni solari. Gli astronauti all'interno di una struttura spaziale sembrano abbastanza schermati dalle radiazioni emesse dal Sole, specialmente durante le eruzioni solari ma gli astronauti protetti dalla sola tuta spaziale sono molto esposti alle radiazioni del Sole durante un'eruzione solare.
La protezione delle gonadi può essere la chiave di sopravvivenza della specie nello spazio. Gli spermatozoi sono le cellule più sensibili alla radiazione del vento solare e sulla Luna o nello spazio profondo, non essendoci atmosfera, non c'è protezione come sulla Terra, per cui in un caso di tempesta solare si temeva la possibilità di rimanere sterili o quantomeno di subire facilmente mutazioni genetiche a distanza di tempo, nella prole. L'altro organo molto sensibile è la tiroide, mentre gli altri organi sono più resistenti ai danni degli elettroni irradiati dal Sole, per esempio le unghie non sono assolutamente sensibili e quindi c'è meno bisogno di proteggerle.

### Eritropoiesi ed eruzioni solari
Oltre alle anche, altre zone sensibili sono le scapole, la colonna vertebrale, il femore, lo sterno ed il cranio. Queste ossa contengono infatti il midollo osseo eritropoietico, ossia "la fabbrica del sangue" del corpo umano.
Le delicate cellule del midollo osseo sono particolarmente vulnerabili alle tempeste solari; una dose importante dei protoni solari che scorrono attraverso il corpo può distruggere tutte le cellule eritropoietiche. Senza queste cellule che creano nuovo sangue, o meglio nuove cellule della serie rossa: piastrine e globuli rossi (questi ultimi detti anche eritrociti), una persona diventerebbe anemica entro una settimana e potrebbe avere un aumentato rischio di sanguinamento. La distruzione delle cellule del midollo osseo deputate alla produzione di Monociti, Macrofagi e Linfociti, potrebbe aumentare il rischio di contrarre infezioni (in particolare da funghi e batteri che vivono comunemente sulle mucose e cute). 
Per sopravvivere alle radiazioni di una tempesta solare, la priorità maggiore deve essere quindi proteggere il midollo osseo eritropoietico.
La sopravvivenza all'emissione di radiazione durante le tempeste solari è più importante che mai, specialmente in previsione di future missioni a lunga durata.
Fuori della protezione del campo magnetico della Terra e con nessuna atmosfera ambientale di protezione, un astronauta che cammina sulla superficie lunare, o che lavora nello spazio al di fuori della stazione orbitante, è esposto in modo massiccio al flusso principale delle tempeste solari.
La soluzione migliore è mettersi al riparo nelle apposite strutture, ma, se il riparo è troppo lontano per poterlo raggiungere a tempo, è necessario portare una tuta spaziale con una protezione supplementare alle radiazioni che protegga le zone ricche di tessuto emopoietico come le spalle, le anche, la colonna; ciò può fare la differenza tra vivere e morire.
Applicare all'interno della tuta spaziale una protezione supplementare potrebbe tuttavia non essere pratico, perché la tuta spaziale diventerebbe troppo ingombrante. Gli astronauti devono potere camminare, saltare, piegarsi, estendersi per afferrare oggetti ed attrezzi. Troppa protezione renderebbe questi semplici movimenti impossibili, quindi si è pensato di utilizzare una protezione selettiva: uno strato di un polimero plastico come il polietilene, spesso soltanto 1 centimetro, posto nei punti chiave, può impedire la malattia acuta da radiazione.
Per tutte le eruzioni solari questi provvedimenti sono sufficienti per mantenere il sistema emopoietico dell'astronauta pressoché intatto. Se soltanto il 5% delle cellule del midollo osseo sopravvive, il midollo osseo potrà rigenerarsi e la persona sopravviverà, senza bisogno di alcun trapianto.
Un astronauta, così schermato, potrebbe sviluppare solo problemi di salute sul lungo periodo, quali tumori, cataratta ed altre malattie ad insorgenza tardiva.
Nessuna tuta spaziale può arrestare tutti i protoni solari, tuttavia, se una sufficiente scorta di midollo rimane intatta, l'astronauta può sopravvivere anche abbastanza a lungo da poter affrontare i potenziali danni a lungo termine.

## Alterazioni del sistema immunitario
L'alterazione del sistema immunitario consiste in una diminuzione delle difese immunitarie. Inizialmente si supponeva che l'anomalia fosse causata esclusivamente dalle radiazioni, invece si è poi verificato che è causata da vari tipi di stress, lo stress da confinamento, lo stress da sospensione, genericamente chiamati stress da volo nello spazio.

## Alterazioni dell'apparato riproduttivo
Le alterazioni dell'apparato riproduttivo sono state studiate in vitro. Si è visto che lo spermatozoo e l'ovulo, quando incominciano a moltiplicarsi, non riescono a formare una struttura di suddivisione ordinata, che si chiama fuso, per cui la distribuzione della materia cellulare e dei cromosomi, avviene in modo caotico, concettualmente paragonabile alle produzioni tumorali.

## Alterazioni del sistema nervoso

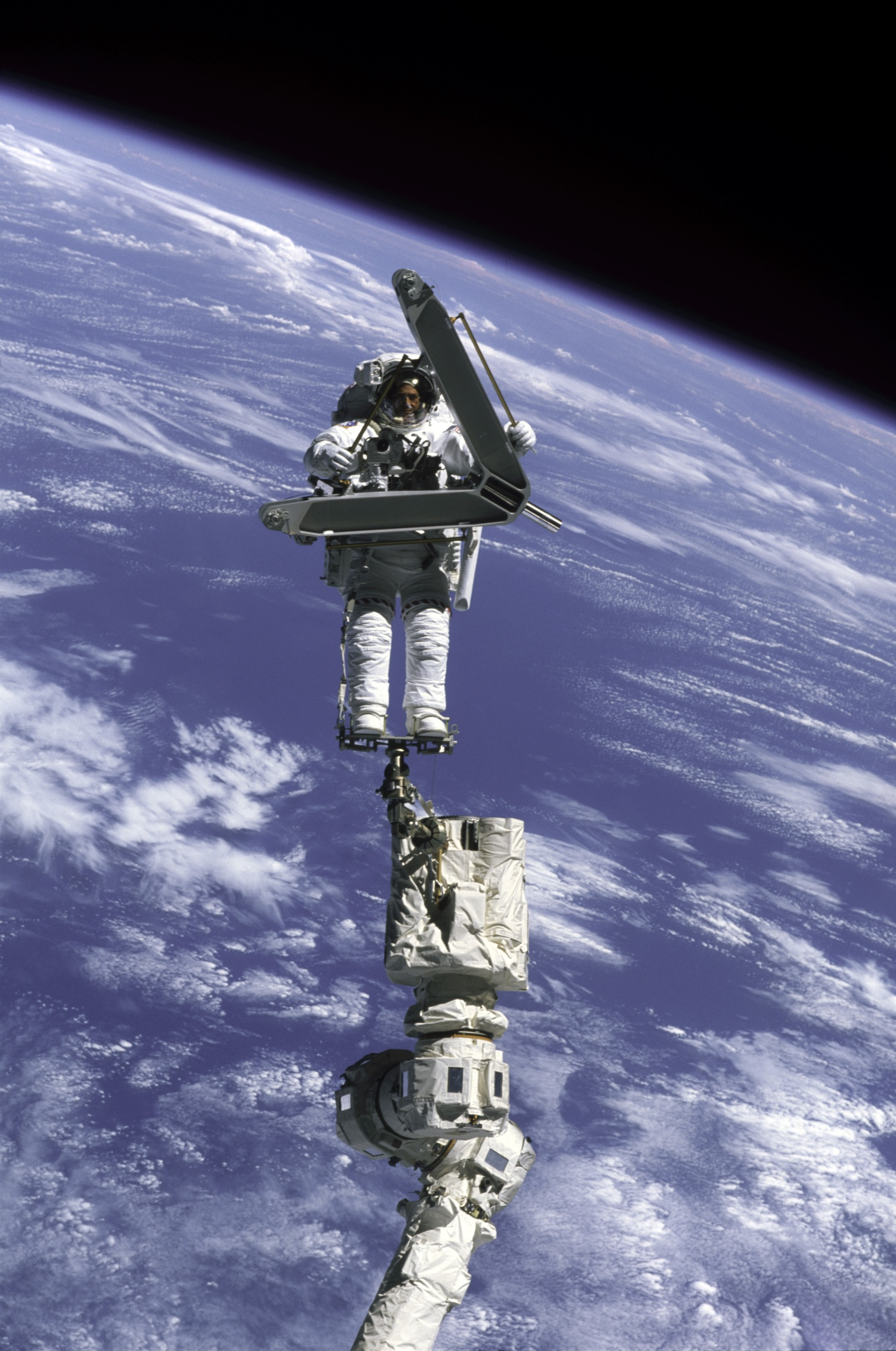
Lee Morin, a 386 chilometri d'altezza e in caduta libera alla velocità di 7 km/secondo, circa 25.200 km/ora

Le alterazioni del sistema nervoso non sono imponenti come la consunzione muscolare e l'osteoporosi, però sono causa di problemi che si ripercuotono, sia sull'attività lavorativa che nei rapporti con i colleghi.

### Alterazioni del ritmo giornaliero circadiano
La navetta gira in orbite attorno alla Terra, ad una velocità talmente elevata, circa 27.700 km/hr a 354 chilometri d'altezza, che si può vedere sorgere e tramontare il Sole almeno 15 volte nel corso delle 24 ore. Questo fenomeno, che può risultare affascinante, si trasforma in poco tempo in una «tortura», perché può sorgere il Sole quando ci si sta coricando oppure mentre si dorme può sorgere il Sole almeno altre due o tre volte nel giro di poche ore. Le alterazioni del sonno comportano gravi problemi, come disattenzione e disturbi dell'umore.
Inoltre va considerato che la pelle umana, ricca di melatonina, è sensibile alla luce ed è questa che regola il ritmo circadiano e all'alba la luce dà il segnale del risveglio, dunque il sonno può essere molto disturbato, quando il ritmo circadiano luce buio non è più di 24 ore.
L'altro problema legato al sonno è che il corpo è abituato, quando è sdraiato e i muscoli si rilassano, ad addormentarsi, mentre in microgravità questa sensazione è assente e, inoltre, gli astronauti sono costretti a legarsi al letto con delle cinghie (fattore che può essere insopportabile per alcuni astronauti) per potere dormire senza il rischio di muoversi galleggiando nell'aria.

### Tolleranza umana all'accelerazione
In fase di decollo e durante il viaggio di andata, il corpo umano raggiunge gradualmente, in circa 10 minuti, per mezzo di una forte accelerazione, una velocità finale di circa 25.000-27.000 km/ora. Questa enorme accelerazione, non ha nessuna influenza sugli astronauti, perché avviene gradualmente. Ugualmente al ritorno durante la fase di decelerazione.

### Il sistema dell'equilibrio

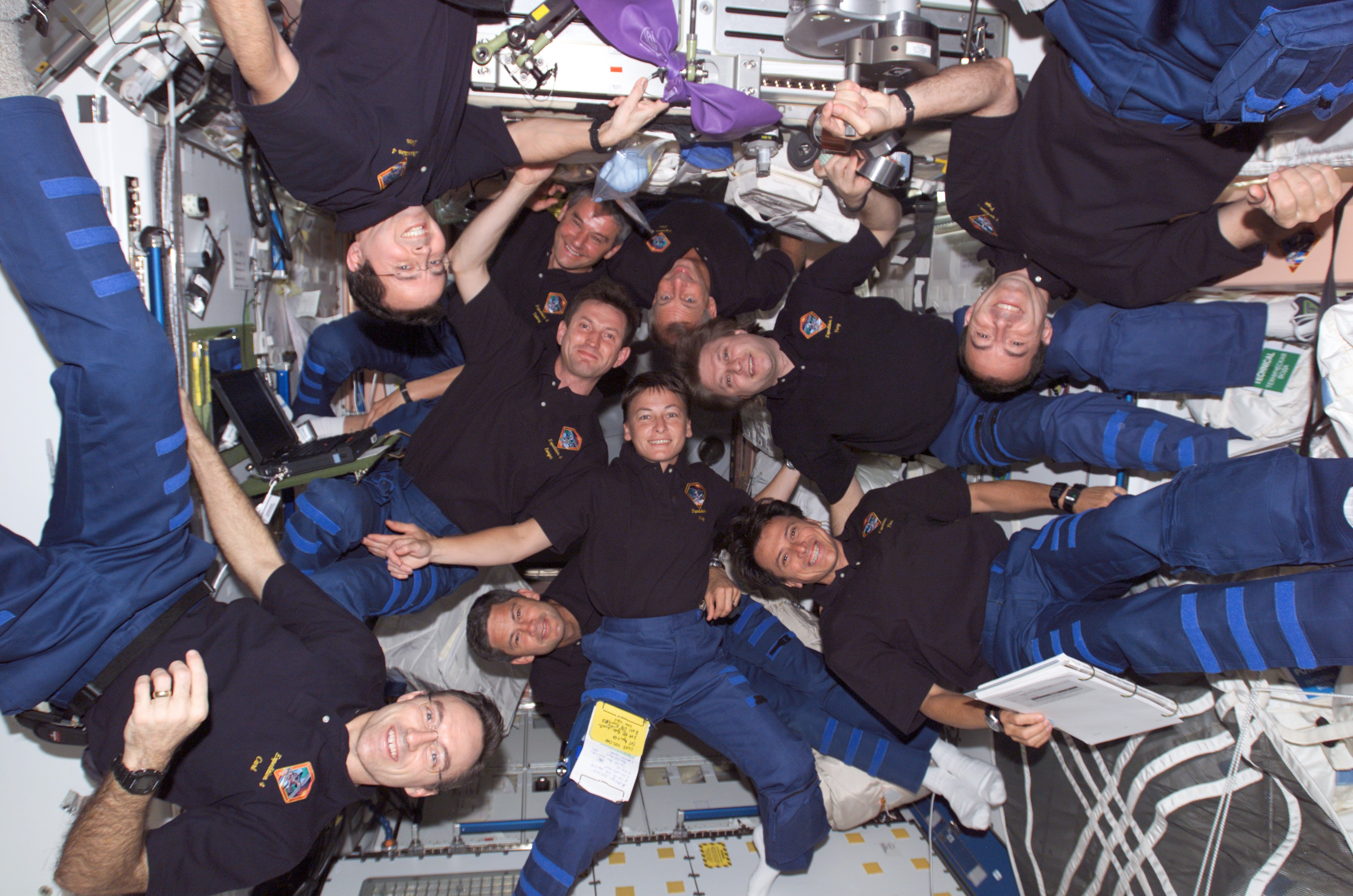
Interazioni fra membri dell'equipaggio sulla Stazione spaziale internazionale

L'organo dell'equilibrio si trova nell'orecchio interno vicino all'organo uditivo. In questa struttura ossea ci sono due tipi di formazioni che forniscono informazioni sull'equilibrio del corpo. Uno è rappresentato dai canali semicircolari che sono deputati a dare le informazioni riguardo alla rotazione della testa nelle tre dimensioni dello spazio. L'altro è rappresentato dall'utricolo e dal sacculo che contengono gli otoliti e sono deputati a dare informazioni di accelerazione e decelerazione lineare in senso orizzontale e verticale rispettivamente.
Nello spazio questi sistemi, che sono ancorati alla gravità, si adattano a funzionare in un altro modo.
L'adattamento è soggettivo e al rientro alcuni astronauti hanno le vertigini.

### Alterazioni della vita di relazione
A causa delle difficoltà a dormire, alcuni astronauti sono affetti da problemi del sonno, quali l'insonnia. L'insonnia può portare l'astronauta ad essere irritabile o perfino collerico e, quando l'insonnia diventa cronica, si possono manifestare gravi disturbi dell'umore, che vanno dall'euforia alla depressione.

### Ricerca del 2015 sugli effetti della permanenza nello spazio
Per uno studio sugli effetti della permanenza nello spazio sull'organismo umano (soprattutto delle radiazioni a livello genetico), l'astronauta statunitense Scott Joseph Kelly (One Year Mission) e il cosmonauta russo Michail Kornienko hanno trascorso un anno sulla Stazione spaziale internazionale, dal 27 marzo 2015 al 2 marzo 2016. Nello studio i ricercatori si sono avvalsi del fatto che Scott Kelly avesse un gemello monozigote, Mark Kelly, anch'egli astronauta, che ha svolto il ruolo di campione di controllo.